# Platina (keresztnév)
A Platina újabb keletű névadás a platina nemesfém nevéből, ami spanyol eredetű.

## Gyakorisága
Az 1990-es években szórványos név, a 2000-es években nem szerepel a 100 leggyakoribb női név között.

## Névnapok
- április 4.[2]
- október 11.[2]